# 쉬로우스버리의 리처드
쉬로우스버리의 리처드 또는 요크 공 리처드 2세는 리처드 2세로 고려된다. 셰익스피어의 리처드 2세는 리처드 왕의 폐위와 왕권찬탈에 관한 극으로, 리처드 왕은 어린나이에 왕위에 올라서 결국 몰락하는 왕이다. 성격을 묘사하는데 보면 교만하고 소심하고 감성적이라고 한다. 그와 반대로 리처드 왕의 사촌이면서 실제적인 정치세력이었던 볼링브로크가 왕위를 찬탈해 헨리 4세(제리미 옹이 연기)가 되는 과정을 쓴 극이다.
존 왕의 맏아들이었던 헨리 3세의 뒤를 이어 에드워드 1세(재위 1272-1307), 에드워드 2세(재위 1307-27), 에드워드 3세(재위 1327-77)가 차례로 왕위에 오른다. 그리고 에드워드 3세에게는 일곱 명의 아들이 있었는데, 그중 둘은 어려서 죽고, 다섯이 왕가의 가계를 형성한다. 에드워드 3세에 뒤를 이어 왕위에 오르는 이는 첫아들 웨일즈 공 에드워드(1330-1376)의 아들 리처드 2세(1367-1400, 재위 1377-1399)다. 곧 에드워드 3세의 장손인 셈인데, 어려서 즉위하기에 숙부인 랭커스터 공작 곤트의 존(존 오브 곤트)이 섭정을 한다. 리처드 2세는 1389년에 돼서야 성인으로서 독자적인 통치에 나선다. 리처드에게는 곤트의 존 외에 클라런스 공작 라이오널과 요크 공작 에드먼드, 그리고 글로스터 공작 토머스 우드스톡이 숙부로 있었는데, 1397년 글로스터 공작이 그의 사주로 살해당한다. 남은 숙부 가운데 <리처드 2세>에서 주요 역할을 하는 이는 곤트와 요크 공작이다. 전체적으론 리처드 2세가 곤트의 아들로 후일 헨리 4세가 되는 볼링브루크에 의해 왕위에서 밀려나는 이야기가 5막으로 이뤄진 <리처드 2세>의 골자다.